# Bentley Rhythm Ace
Bentley Rhythm Ace (BRA) — музыкальный дуэт сформировавшийся в конце 90-х в Бирмингеме, Англия. Коллектив сочиняет музыку в стиле Бигбит (Big beat) и может считаться одним из основных его представителей.
Базирующаяся в Бирмингеме, Англия группа Bentley Rhythm Ace — это Майк Стокс (Mike Stokes), также известный под именем Michael Barrywhoosh, и экс-басист Pop Will Eat Itself Ричард Марч (Richard March), известный как Barry Island. Сама же группа была сформирована в 1995 году, после того как Марч был представлен Стоксу на хаус-вечеринке, которую устраивал их общий товарищ, где Стокс немного диджействовал. После непродолжительного общения Майк и Ричард установили, что увлекаются одной и той же музыкой и к тому же тяготеют к синкопированной ритмике и смещенным мелодическим линиям.
Через некоторое время они встретились ещё раз и решили попробовать сделать что-нибудь вместе в студии. Уже спустя два-три месяца было издано два EP и один LP, которые вышли на брэйкбитовом лейбле Skint в Брайтоне и снискали массу положительных отзывов меломанов и критиков за их сильную энергетику, а также оригинальное, но слегка вульгарное и 'непочтительное' смешение хип-хопа, фанка, джаза и латиноамериканской музыки.
Выбор такого достаточно необычного названия для группы, как Bentley Rhythm Ace, берет своё начало из уик-эндовых поездок Майка и Ричарда в поисках раритетных виниловых записей, которые продавали с машин старые джанки неподалёку от Мидланда. Ассоциации от этих поездок также были воплощены в названии первого двенадцатидюймового EP для Skint 'This Is CarbooTechnoDiscobooto'. Дальнейшее использование фрагментов этих раритетных пластинок знакомо многим любителям брэйкбитовой музыки — семплирование, обработка фрагментов, а затем их интеграция в собственные композиции. Именно такой диджейский вид семплинга и позволил Bentley Rhythm Ace достигнуть очень плотного и насыщенного звучания, заразительной ритмичности и очаровательных аранжировок.
После издания первых работ Стокс и Марч становятся ежемесячными резидентами Heavenly’s Sunday Social Club (где также в своё время начинали Chemical Brothers), и их популярность начинает неуклонно расти. В 1997 году выходит первая полноформатная работа (опять же на Skint), на которой, кроме нескольких старых ремикшированных треков, были и новые композиции. Также группа (примерно с 1997) года начинает культивировать небольшие загородные вечеринки с 'живыми' перфомансами собственного исполнения, на которых приветствовалось появление в странных и необычных костюмах и реквизите.

## Участники группы
- Richard March (родился 4 Марта 1965, в графстве Йорк, Англия) — бас-гитарист
- Mike Stokes — клавишник